# Der Zwerg

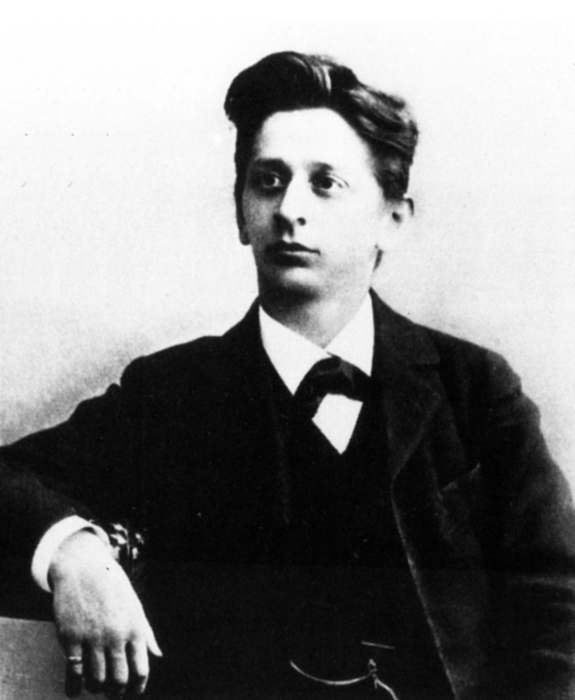
Alexander von Zemlinsky

Der Zwerg (Dvärgen) är en opera ("Ein tragisches Märchen für Musik") i en akt med musik av Alexander von Zemlinsky och libretto av Georg Klaren efter Oscar Wildes novell The Birthday of the Infanta (1888).

## Historia
1900 förälskade sig Zemlinsky i en av sina kompositionselever, den 21-åriga Alma Schindler. Hon besvarade hans uppvaktning till en början men höll honom hela tiden på sträckbänken. Hennes familj var emot förbindelsen och ansåg att Zemlinsky saknade både internationell ryktbarhet och utseende. Efter påtryckningar från sin familj och nära vänner bröt Alma förbindelsen med Zemlinsky och gifte sig 1902 med tonsättarkollegan Gustav Mahler. Senare beskrev hon Zemlinsky som "liten, haklös och tandlös" - och tonsättaren led svårt av hennes föraktfulla kommentarer om hans utseende. Mycket av detta står att finna i Der Zwerg, som han under stor sinnesrörelse skapade 1922: en liten berättelse om hans eget personliga lidande i sagans förklädnad. Operan uruppfördes 28 maj 1922 på Stadttheater i Köln med Otto Klemperer som dirigent.

## Om operan
De båda sfärerna, infantinnan och det stela hovceremonielet respektive dvärgen och den medlidsamma kammarjungfrun Ghita, karakteriseras musikaliskt av ovanligt sofistikerade klangbilder: den förstnämnda sfären präglas av diatoniska melodier och "kalla" instrument, som till exempel celesta, medan den senare kännetecknas av högexpressiv kromatik och svallande melodik. Till skillnad från Eine florentinische Tragödie utmärks den här operan genomgående av en mer lyrisk och återhållsam ton, som när hovfolkets hån av den kringstapplande dvärgen kompletteras med ironiskt och groteskt överdrivna klangfärger. Men i spegelscenen, efter dvärgens skri, hörs ett dissonant "explosivt" tutti i orkestern, vars andlösa expressionism saknar motstycke i hela den samtida operalitteraturen. Imponerande är även den lyckade sammansmältningen av de till synes naiva ensemblescenerna med en orkestersats som pendlar mellan senromantik och atonalitet.

## Personer
- Donna Clara, infantinna av Spanien (sopran)
- Ghita, hennes favoritkammarjungfru (sopran)
- Don Estoban, överhovmästare (bas)
- Dvärgen (tenor)
- Infantinnans pigor och svit, hovdamer (kvinnokör)

## Handling
På sin 18-årsdag får den spanska infantinnan dyrbara födelsedagsgåvor, däribland en missbildad dvärg. Dvärgen är omedveten om sin missbildning och blir berömd som sångare. Den bortskämda, känslokalla infantinnan leker med honom medan hovet skrattar. Hon låter dvärgen sjunga för henne och ger honom komplimanger, dansar med honom och skänker honom en vit ros och får honom att tro att hon älskar honom. Kammarjungfrun Ghita vill att den grymma leken skall upphöra, men kan inte förmå sig att berätta den hemska sanningen för dvärgen. Medan hovet och infantinnan roar sig i trädgården, stapplar dvärgen genom tornrummet och råkar riva ned ett tungt draperi, som avtäcker en stor spegel. Dvärgen, som för första gången ser sig själv, bryter samman och ger upp ett hjärtskärande skri. Den obarmhärtiga infantinnan förklarar för honom att han bara varit en "leksak" för henne. När dvärgen dör av brustet hjärta, springer infantinnan ut i trädgården för att roa sig med de andra.